# Andreas Oettel (Basketballfunktionär)
Andreas Oettel (* 1974 in Ulm) ist ein deutscher Basketballfunktionär.

## Laufbahn
Oettel bestand 1994 sein Abitur und begann bereits während seines anschließenden Zivildienstes Tätigkeiten als selbständiger Unternehmer. Am 17. August 2001 gründete er mit Thomas Stoll, Ralf Buck und Werner Sailer die Basketball Ulm GmbH (später: BBU '01 GmbH) und übernahm mit der Firma den Spielbetrieb der Basketballmannschaft Ratiopharm Ulm. Oettel, der an der Hochschule Neu-Ulm Betriebswirtschaftslehre studierte, wurde als Geschäftsführer für die finanzielle Steuerung des Unternehmens zuständig, Stoll als Geschäftsführer für das sportliche Geschehen. Buck und Sailer zogen sich später aus der Firma zurück. Seinen Einstieg in das Basketballgeschäft bezeichnete Oettel 2016 rückblickend als „Zufall“: „Im Sommer 2001 nach der damaligen großen Insolvenz lag alles am Boden. Thomas Stoll wollte damals den Ulmer Basketball neu aufbauen und suchte weitere ‚Verrückte‘“ beschrieb Oettel gegenüber „Trendyone“ den Beginn seiner unternehmerischen Tätigkeit im Profibasketball. Unter der Leitung Oettels und Stolls stieg die Mannschaft 2006 in die Basketball-Bundesliga auf und etablierte sich in den Folgejahren in der Ligaspitze: 2012 und 2016 wurde Ulm deutscher Vizemeister.
Im Dezember 2011 zog Ratiopharm Ulm in eine neue Großsporthalle um, was später als „eine Zeitenwende für den Ulmer Bundesligaclub“ bezeichnet wurde. Weitere wichtige Ereignisse seiner bisherigen Amtszeit als Geschäftsführer waren neben anderen der Gewinn des Ulmer Marketingpreises im November 2013, die abermalige Auszeichnung zwei Jahre später (diesmal in der Kategorie „Marketing Einzelleistung“ für eine Veranstaltung anlässlich des 125-jährigen Münsterturmjubiläums), der Beginn des Baus eines Vereins- und Nachwuchsleistungszentrums im November 2018, das im September 2020 eröffnet wurde, sowie die erste deutsche Meisterschaft der Mannschaftsgeschichte im Jahr 2023.
Im Juli 2018 wurde Oettel in den Vorstand der Arbeitsgemeinschaft Basketball-Bundesliga gewählt, zuvor gehörte er dem Aufsichtsrat der BBL GmbH an.